# Луций Варий Руф
Лу́ций Ва́рий Руф (лат. Lucius Varius Rufus; родился около 74 года до н. э. — умер около 14 года до н. э.) — древнеримский поэт времён правления императора Августа.

## Биография
Относительно места рождения, а также семьи Луция Вария Руфа нет сведений. Это был в основном эпический поэт. Он входил в литературный кружок Гая Цильния Мецената, дружил с Вергилием и Горацием. По взглядам был эпикурейцем.
Самое известное произведение Руфа — трагедия «Фиест». Она была написана в 29 году до н. э. для праздника, посвящённого очередной годовщине победы Октавиана в битве при Акции. За эту пьесу Варий Руф получил от императора миллион сестерциев.
Другим значительным делом Руфа было издание «Энеиды» Вергилия после смерти последнего. По приказу Августа, Руф вместе с Плотием Туккой организовал первое издание «Энеиды», несмотря на незаконченность произведения Вергилия.